# Politische Partei
Eine politische Partei (von lateinisch pars, Genitiv partis ‚Teil‘, ‚Richtung‘, ‚Seite‘), kurz auch Partei, ist ein auf unterschiedliche Weise organisierter Zusammenschluss von Menschen, die innerhalb eines umfassenderen politischen Verbandes (eines Staates o. Ä.) danach streben, möglichst viel politische Mitsprache zu erringen, um ihre eigenen sachlichen oder ideellen Ziele zu verwirklichen und/oder um persönliche Vorteile zu erlangen. Wesentlicher Teil des Erringens bzw. Ausübens solcher politischer Macht ist es, Führungspositionen in staatlichen und anderen Institutionen mit Parteimitgliedern oder der Partei nahestehenden Menschen zu besetzen.
Politische Parteien in einem Mehrparteiensystem konkurrieren untereinander um die Besetzung der politischen Entscheidungspositionen; sie tragen zur politischen Willensbildung bei und bilden insofern eine wichtige Säule der politischen Verfasstheit eines demokratischen Staates. In einem Einparteiensystem ändern sich notwendigerweise auch Struktur und Funktion einer Partei. Eine derartige Partei „neuen Typs“ bekommt in der Regel „totalitären“ Charakter.

## Geschichte
Zur Entstehungszeit der Parlamente waren Parteien meist nur lockere Vereinigungen, die vor allem kurz vor Wahlen tätig wurden, um Kandidaten zu unterstützen. Die ersten Parteien in einem klar definierten Parteiensystem gab es um 1690–1695 im englischen Parlament. Whig und Tory definierten mehr und mehr eine politische Vorliebe für die verschiedensten Politikfragen. Seit den 1830er Jahren wurden Parteien in England erstmals auch vollständig mit Regierung und Opposition in Verbindung gebracht. Die Bildung von Parteistrukturen auf lokaler, regionaler und nationaler Ebene sowie der Aufbau von Parteisekretariaten mit besoldeten Parteisekretären geht maßgeblich auf die Sozialdemokratie zurück.

## Parteien in der modernen Demokratie
In der Massendemokratie erfolgt die politische Willensbildung, indem der Wähler verschiedene Kandidaten oder Listen der einzelnen Parteien wählen kann. Parlamente beschließen Gesetze mit Mehrheiten. In diesem Prozess kommt den Parteien die Aufgabe der Repräsentation des Wählerwillens gegenüber dem Staate zu.
Eine besonders wichtige und wertvolle Aufgabe der Parteien ist die Nominierung (Benennung) von Kandidaten. Die staatlichen Organe und auch die Wähler erwarten außerdem, dass die Parteien zu allen Themen Stellung nehmen.
Es gibt Mehrparteiensysteme und Zweiparteiensysteme, was durch das jeweils geltende Wahlrecht bedingt ist. Das Mehrheitswahlrecht trägt zur Bildung von Zweiparteiensystemen bei, z. B. in Großbritannien und in den USA. Hierbei sind nur eine Regierungspartei und eine Oppositionspartei im Parlament vertreten, allerdings bei vergleichsweise geringer Bindung des Abgeordneten an Vorgaben seiner Partei (v. a. USA, im Vereinigten Königreich durch innerparlamentarische Opposition relativ starke Bindung an die Partei). 
Das Verhältniswahlrecht hingegen begünstigt die Bildung eines Parlaments mit mehreren Parteien, wobei jedoch im Allgemeinen die Fraktionsdisziplin eine größere Rolle spielt (z. B. Niederlande, Deutschland). Zweiparteiensysteme führen zu klaren Mehrheiten; die Regierungsbildung ist relativ einfach. Mehrparteiensysteme führen zu Koalitionsregierungen, die schwieriger zu bilden sind und bei denen es leicht zu internen Konflikten kommt. 
Ein Mehrparteiensystem bildet die komplexe gesellschaftliche Wirklichkeit besser ab. In diesem Zusammenhang findet das Medianwählermodell Anwendung.
Einparteiensysteme gibt es nur in nicht-massendemokratischen Staaten.

## Aufgaben einer Partei
- Personal: Rekrutierung und Ausbildung von Personal und Aufstellung von Kandidaten bei Wahlen zur Besetzung politischer Ämter.
- Interessenartikulation und -aggregation: Formulierung und Bündelung der Interessen und Meinungen der Mitglieder und Wähler.
- Interaktion: Verbindung zwischen Staat und Bürger, zweiseitiger Kommunikationskanal: einerseits Artikulation von Interessen gegenüber staatlichen Institutionen und andererseits Erläuterung, Information und Erklärung von staatlichen Entscheidungen gegenüber den Bürgern.
- Parteiprogramm: Entwicklung politischer Programme für einen längeren Zeitraum.
- Regierung: Aufstellen und Einflussnahme auf die Regierung, Schaffung eines eingespielten Systems im Parlament. Fraktionen und die entsprechende Arbeitsteilung sorgen für ein arbeitsfähiges Parlament und organisieren Mehrheiten für Regierungsvorschläge.
- Verantwortlichkeit: Besonders bei Präsidentiellen Systemen, in denen der Präsident nicht wiedergewählt werden kann und auch nicht in eine starke Partei eingebunden ist, kann es zu Problemen mit der Verantwortlichkeit des Präsidenten kommen. Weil er weder durch Nicht-Wiederwahl oder Schwächung „seiner Partei“ „bestraft“ werden kann, ergibt sich die Gefahr, dass sich der Präsident deutlich von seinen Positionen im Wahlkampf entfernt. Dagegen sorgt eine starke Partei (die ja im Gegensatz zum Präsidenten noch Wahlen gewinnen muss) für die Einhaltung der gegebenen Versprechen.

## Arten von Parteien

### Allgemeines
Man unterscheidet heute immer noch grob zwischen „linken“ und „rechten“ Parteien. Diese Unterscheidung geht auf die Zeit der Französischen Revolution zurück. In der Nationalversammlung gruppierten sich die Befürworter einer neuen Ordnung auf der linken Seite und jene Kräfte, die an der bisherigen Monarchie festhalten wollten, rechts.
Andere und oft signifikantere „Unterscheidungen“ sind:
- Arbeiterparteien ↔ bürgerliche Parteien
- demokratische Parteien ↔ diktatorische Parteien
- Führerparteien (eine Person gibt politische Ziele und Wege vor) ↔ Basisparteien (politische Entscheide von den Mitgliedern entwickelt und sanktioniert)
- liberale Parteien ↔ etatistische Parteien
- progressive Parteien ↔ konservative Parteien ↔ faschistische Parteien
- Regierungsparteien ↔ Oppositionsparteien ↔ Außerparlamentarische Opposition
- Volksparteien (inhaltlich und zahlenmäßig breit abgestützt) ↔ Themen- bzw. Klientelparteien (widmen sich nur einzelnen politischen Themen bzw. vertreten hauptsächlich Interessen bestimmter Bevölkerungsgruppen und werden auch Nischenparteien bezeichnet)
- Wählerparteien (nur vor Wahlen aktiv) ↔ Meinungsbildungsparteien (mit permanentem politischem Engagement)

Ein spezieller Fall sind die sogenannten Blockparteien, wie es sie zum Beispiel in der DDR gab. Ihre Funktion bestand darin, breitere Bevölkerungskreise in das Herrschaftssystem einzubinden und somit die Herrschaft der hegemonialen SED abzusichern.
Parteien mit besonders kleinem Mitgliederkreis und niedrigen Wahlergebnissen werden auch als Kleinparteien oder Splitterparteien bezeichnet.

### Unterscheidung nach der Art der Entstehung
- Aus dem Parlament entstandene Parteien: Diese Parteien entstehen durch einen Zusammenschluss verschiedener Parlamentarier, deren Interessen oder Ideologien relativ stark übereinstimmen.
- Außerhalb des Parlaments entstandene Parteien: Diese politischen Einflussgruppen werden oft als der neue Typus einer Partei beschrieben. Historisch gesehen waren Parteien, die außerhalb des Parlaments entstanden, oft dem linken Spektrum zuzuordnen. Heute handelt sich eher um Bürgerlisten und verwandte Phänomene.

### Unterscheidung nach dem Organisationsgrad
- Wählerpartei: Als die Parteien entstanden, besaßen sie zumeist nur sehr wenige Mitglieder. Einflussreiche Bürger schlossen sich locker zusammen und übten die Arbeit häufig ehrenamtlich aus (Honoratiorenpartei). Heutzutage spricht man eher von einer Wählerpartei. Damit ist gemeint, dass die Zahl der Wähler im Vergleich zu den Mitgliedern unverhältnismäßig hoch liegt. Die Bindung an die Partei ist meist nur schwach ausgeprägt. Die Finanzierung muss in großen Teilen aus externen Quellen erfolgen. Historisch gesehen entstanden Honoratiorenparteien oft aus den Parlamenten heraus und wurden von Parlamentariern gegründet. Für die schon immer existierenden Gruppierungen im Parlament (die Vorgänger der heutigen Parlamentsfraktionen) wurde es wegen der Ausweitungen des Wahlrechts auf größere Bevölkerungsteile notwendig, Organisationsstrukturen in den Wahlkreisen zu bilden, um Wähler zu sichern. Solche Parteien waren zumeist konservativ.
- Mitgliederpartei: Im Gegensatz zu den bürgerlichen Parteien entstanden die Arbeiterparteien aus außerparlamentarischen Organisationen, die schon frühzeitig über einen festen, durchorganisierten Apparat verfügten und einen relativ hohen Anteil an Mitgliedern stellten (Massenpartei). Eine Mitgliederpartei, so der Ausdruck, der sich in der Gegenwart durchgesetzt hat, weist einen beträchtlichen Organisationsgrad auf. Daher lässt sich ein erheblicher Teil ihrer Ausgaben durch Mitgliedsbeiträge decken.
- Volkspartei: In den modernen Medien häufig gebrauchte verbale Entsprechung für Mitgliederpartei, in Deutschland sind damit die Unionsparteien (CDU/CSU) und die SPD gemeint; die SPD hat über die Massenorganisationen Gewerkschaften und die Wohltätigkeitsorganisation Arbeiterwohlfahrt eine große, heutzutage allerdings nachlassende Verankerung in der Bevölkerung. In Österreich sind mit dem Begriff „Volkspartei“ (oder „Großpartei“) die SPÖ und die ÖVP gemeint. In der Schweiz existiert der Begriff „Volkspartei“ nur als Namensteil einzelner Parteien unterschiedlichster Größe (z. B. SVP 26 % Wähleranteil; EVP 2,3 % Wähleranteil). Die im Bundesrat, der Regierung, vertretenen Parteien werden Bundesratsparteien genannt.

### Unterscheidung nach gesellschaftspolitischen Zielen
Die folgenden Kategorien sind vor allem in der europäischen Politik entstanden. Sie spiegeln die gesellschaftlichen Furchungen, also Konfliktlinien wider, die in verschiedenen Staaten ganz unterschiedlich ausgeprägt sein können. Grundsätzlich ist allerdings seit Mitte der 1980er Jahre eine Auflösung bzw. Schwächung der Konflikte zu beobachten.
Die „klassischen“ Furchungen der Parteienforschung sind:
- Agrarinteressen vs. Industrieinteressen
- Arbeit vs. Kapital
- materialistisch vs. postmaterialistisch
- ökonomisch vs. ökologisch
- Säkularismus vs. Kirche/christliche Werte
- Zentralstaat vs. regionale Einheiten

Diese Konfliktlinien durchkreuzen sich teilweise bzw. überlagern sich gegenseitig, sodass in den einzelnen Parteien, v. a. den größeren mehrere Konfliktlinien zu finden sind.

### Unterscheidung nach dem politischen Einzugsbereich
- Volkspartei: Sie versucht, die Interessen und Bedürfnisse aller Bevölkerungsgruppen zu berücksichtigen, grenzt sich daher nicht von bestimmten Bevölkerungsschichten ab, sondern integriert möglichst viele Bürger. Das bedeutet nicht, dass eine Volkspartei in der Mitglieder- und Wählerstruktur keine Schwerpunkte setzt. Weltanschauliche Gesichtspunkte spielen für das Programm einer Volkspartei nur eine untergeordnete Rolle.

Unter den Parteien, die nicht zu den Volksparteien zählen, sind mehrere Typen unterscheidbar:
- Interessenpartei: Sie fühlt sich den Interessen einer ganz speziellen (z. B. sozialen, konfessionellen, regionalen) Gruppe verpflichtet und erhebt nicht den Anspruch, für alle Teile der Bevölkerung gleichermaßen wählbar zu sein. Die Parteiprogrammatik ist hier vielfach stark ausgeprägt. Eine Spielart der Interessenpartei stellt die Klassenpartei dar. Beispiele: Bauernparteien oder Parteien nationaler Minderheiten
- Weltanschauungspartei (auch Programmpartei): Sie fühlt sich in besonders starker Form einer bestimmten Weltanschauung verpflichtet, an der sie ihre Programmatik auf allen Politikfeldern ausrichtet und die sie häufig als verbindlich für die gesamte Gesellschaft durchzusetzen versucht. Beispiele: orthodox-religiöse Parteien, kommunistische und nationalsozialistische Parteien.
- Themenpartei: Sie spricht zwar prinzipiell die Gesamtbevölkerung an, beschränkt ihre politische Programmatik aber weitgehend auf ein oder wenige politische Themenfelder. Da die Aufmerksamkeit für politische Großthemen häufig schwankt, sind Themenparteien oft kurzlebig oder verbreitern allmählich ihre programmatische Basis. Beispiele: Die Grünen verschiedener Länder in ihrer Entstehungsphase als Umweltschutz- und Abrüstungsparteien, Law-and-Order-Parteien wie die PRO.

- Regionalpartei: Eine Partei, die ausschließlich in einer bestimmten Region oder einem bestimmten Bezirk eines Landes antritt und entsprechend programmatisch ausgerichtet ist.

### Unterscheidung nach der Funktion im politischen System
- Regierungspartei: Diese Partei war bei den Wahlen siegreich und stellt bis zu den nächsten Wahlen die Mitglieder der Regierung. Dabei kann es mehrere Regierungsparteien geben, die zusammen – als Koalition – die Regierung stellen.
- Oppositionspartei: Diese Partei ist bei den Wahlen unterlegen und stellt die Opposition im Parlament. Es kann ebenfalls mehrere Oppositionsparteien geben, deren Ziel es ist, sich dem Wähler durch das Aufzeigen von Alternativen für die nächste Wahl zu empfehlen.

## Deutschland

### Geschichte
Als Obrigkeitsstaat mit seiner Selbstinterpretation als „überparteiliches“ Gebilde verwehrte das Deutsche Reich den Parteien anfangs den Zugang zu staatlichen Organen, innerhalb derer sie erst zur Geltung hätten kommen können.
Hegels Lehre vom Staate als dem „sittlich Ganzen“ setzt „Partei“ gleich mit der „Gewalt Weniger“, dem „besonderen, zufälligen Interesse“. Sie traf sich hierin mit Jean-Jacques Rousseaus fiktiver radikaler Demokratie. Es waren nicht die Monarchie oder der militärische und zivile Beamtenstab, die die Bildung der Parteien behinderten; denn Parteien entstehen gegen die autoritäre Herrschaft, indem ein bisher ausgeschlossener Teil an der Herrschaft zu partizipieren verlangt. Zur Zeit der Schaffung des deutschen Nationalstaates auf der Basis der Volkssouveränität sind in der Theorie Parteien ausgeschlossen, um der Einheit willen, die eine Identität von Herrschern und Beherrschten verlangt.
Das Staatsrecht war Anfang des 20. Jahrhunderts geteilter Meinung über den Parteienstaat: „An drei Stellen der Reichsverfassung dürfen wir erwarten, die Parteien erwähnt zu finden: wo von dem Ursprung aller Staatsgewalt die Rede ist, müssten uns die Parteien als letzte Kreationsorgane aller anderen Organe des Parteienstaates begegnen; wo von der Stellung der gewählten Abgeordneten die Rede ist, sollte die Einordnung des Abgeordneten in seine Fraktion nicht verleugnet werden; wo von der Regierung die Rede ist, sollte auch von der Koalition der Fraktionen die Rede sein, die sie trägt.“ Doch die „Lebenslüge des Obrigkeitsstaates“ von der Überparteilichkeit des Staates lässt die Weimarer Reichsverfassung sie nur „mit einer negativen Gebärde sprödester Abwehr“ (Leo Wittmayer) erwähnen.
In Art. 130 Weimarer Verfassung verlautet, „was auch ohnehin nicht zu bezweifeln wäre, dass die persönliche Freiheit des Beamten, insbesondere die Rede-, Preß-, Versammlungs- und Vereinsfreiheit, nicht nur den allgemeinen, sondern auch den besonderen Beschränkungen unterliegt, welche sich aus den Pflichten seines Amtes und Standes ergeben.“ Und: „Der Reichstagsabgeordnete ist Niemandes Vertreter denn allein des – von dem ‚ganzen Volke‘ nicht verschiedenen, vielmehr mit ihm identischen – Deutschen Reichs. Er ist, staatsrechtlich betrachtet, Reichsorgan nichts sonst. Die Ausübung dieser Organschaft vollzieht sich, heute wie ehedem (vgl. die angef. Bestimmungen der alten Verfassungen), in voller Unabhängigkeit gegenüber jedermann: gegenüber der Partei …“ In der politischen Praxis bedeutete dies: „Kennt die Reichsverfassung nur den Abgeordneten als Einzelperson, nur seinem Gewissen unterworfen und an Aufträge nicht gebunden, so zeigt ihn uns die Geschäftsordnung für den Reichstag vom 12. Dezember 1922 fast nur im Rahmen seiner Fraktion als handlungsfähig.“ Dasselbe vollzog sich im Bereich der Wahlen: „Geht nach der Reichsverfassung die Staatsgewalt vom Volksganzen aus, ohne dass seiner Gliederung gedacht würde, so entspringt sie nach den Wahlgesetzen dem in Parteien gegliederten Volke.“
Hierbei gab es mehrere Entwicklungsstufen. „Hatte noch gleich manchen Landeswahlgesetzen das Reichswahlgesetz in seiner ersten Fassung bestimmt, dass die Angabe einer Partei auf dem Stimmzettel unbeachtlich sei, so gestattete schon das Reichsgesetz vom 24. Oktober 1922 neben oder an Stelle der Namen der Wahlbewerber die Angabe der Parteien und bestimmt endlich das Reichswahlgesetz in seiner jetzigen Gestalt (§ 25) und die Reichsstimmordnung (§ 44 Abs. 2), dass die Stimmzettel die Angabe der Partei enthalten müssen.“ Die Ansicht, dass Parteien für den Parlamentarismus unerlässlich seien, als „Gliederung des Ganzen in Kräfte, die miteinander in Wettbewerb treten“, hatte sich noch nicht durchgesetzt.
Im Bonner Grundgesetz fand hingegen ein neues Verständnis der Parteien seinen Ausdruck. „Der Parteiwille ist eine einseitige Ausprägung des immer nur gesuchten gemeinsamen Staatswillens. Der Geist des Ganzen lebt schon in der Partei, die nur ein ‚Moment‘ am Ganzen ist, nämlich an dem nach politischer Gestaltung drängenden verborgenen Volkswillen. Im Gegensatz zu den Willensrichtungen partikularer Interessenverbände hat der Parteiwille nur Sinn in Bezug auf den staatlichen Gesamtwillen. Die Tätigkeit der Parteien dient dem Wohle des ganzen Volkes.“
Die im Grundgesetz vorgesehene „‚Mitwirkung bei der politischen Willensbildung‘ bedeutet in diesem Zusammenhang die ständige und direkte Beteiligung der Parteien an der politischen Willensbildung im Parlament im Sinne einer Beteiligung an der Gesetzgebung, der Organisation einer regierungsfähigen Mehrheit und der Bildung einer Regierung, andererseits bei der Bildung einer Opposition, durch die sich die dissentierenden Gruppen im staatlichen Leben zur Geltung bringen.“ Diese singuläre Mittellage, die dem bisherigen Verfassungsrecht fremd war, hat das Bundesverfassungsgericht mit dem Ausdruck „Inkorporation in das Verfassungsgefüge“ umschrieben.
In Art. 21 Abs. 1 GG heißt es:

„Die Parteien wirken an der Bildung des politischen Willens des Volkes mit. Ihre Gründung ist frei. Ihre innere Ordnung muss demokratischen Grundsätzen entsprechen. Sie müssen über die Herkunft und Verwendung ihrer Mittel sowie über ihr Vermögen öffentlich Rechenschaft geben.“

§ 2 Abs. 1 deutsches Parteiengesetz (PartG) definiert Parteien wie folgt:

„Parteien sind Vereinigungen von Bürgern, die dauernd oder für längere Zeit für den Bereich des Bundes oder eines Landes auf die politische Willensbildung Einfluss nehmen und an der Vertretung des Volkes im Deutschen Bundestag oder einem Landtag mitwirken wollen, wenn sie nach dem Gesamtbild der tatsächlichen Verhältnisse, insbesondere nach Umfang und Festigkeit ihrer Organisation, nach der Zahl ihrer Mitglieder und nach ihrem Hervortreten in der Öffentlichkeit eine ausreichende Gewähr für die Ernsthaftigkeit dieser Zielsetzung bieten. Mitglieder einer Partei können nur natürliche Personen sein.“

Zielt eine Partei auf Beseitigung oder Beeinträchtigung der freiheitlichen demokratischen Grundordnung ab, so ist sie nach Art. 21 Abs. 2 Satz 1 GG verfassungswidrig und kann vom Bundesverfassungsgericht verboten werden. Wichtig ist jedoch, dass hierüber gemäß Art. 21 Abs. 2 Satz 2 GG nur das Bundesverfassungsgericht zu entscheiden hat. Erst durch ein entsprechendes Urteil verliert eine solche Partei dann den Schutz durch die Verfassung.
„Das sog. Parteienprivileg schützt die Parteien vor der Anwendung der allgemeinen Eingriffsmöglichkeiten der Exekutive, soweit die eigentliche Betätigung der Partei als Beteiligte an der politischen Willensbildung in Frage steht.“ Doch „hat das Grundgesetz sich entschieden von der Auffassung des demokratischen Staates als eines auf einem relativistischen Denken beruhenden Gemeinwesens abgewendet. Es geht von der Überzeugung aus, dass der demokratische Staat bestimmte feste Grundlagen besitzt, auf die seine ganze Verfassungsordnung gegründet ist. Von ihnen, wie etwa der Anerkennung der Würde des Menschen oder dem Rechtsstaatgedanken, wird sein Wesen geprägt. Sie vermag er daher nicht aufzugeben. Das Grundgesetz hat diese Basis der freiheitlichen demokratischen Grundordnung in Art. 1, 20, 28, 79 GG jeder Verfassungsänderung entzogen und hat sich mit diesem Bekenntnis zu unaufgebbaren fundamentalen Grundanschauungen und mit der Bereitschaft, sich gegen Angriffe auf sie zur Wehr zu setzen, für den Typus einer ‚wehrhaften‘ Demokratie entschieden (BVerfGE 5, 85 139).“
Das in Art. 21 Abs. 5 GG vorgesehene Gesetz über die politischen Parteien kam erst 1967 zustande. Das Parteiengesetz schreibt unter anderem vor, dass eine Partei demokratisch organisiert sein und zudem offenlegen muss, woher sie ihre (finanziellen) Mittel hat. Parteien und ihre Untergliederungen (z. B. Ortsvereine) haben in Deutschland in der Regel die Rechtsform eines nicht rechtsfähigen (d. h. nicht eingetragenen) Vereins im Sinne von § 54 BGB. Ausnahmen sind die CSU und die FDP, die als eingetragene Vereine (e. V.) geführt werden. Auch deren Untergliederungen sind jedoch eigene, nicht rechtsfähige Vereine. Die Rechtsform des nicht rechtsfähigen Vereins hatte früher zur Folge, dass Parteien sich der Konstruktion eines Treuhänders bedienen mussten, wenn sie etwa Grund- und Unternehmensvermögen kaufen und halten wollten. Seit der Bundesgerichtshof im Jahr 2001 seine Rechtsprechung zur Gesamthandsdoktrin geändert hat, wird jedoch der nicht rechtsfähige Verein parteifähig behandelt, sodass die Treuhänderkonstruktion unnötig wurde. Da nach der derzeitigen Rechtsprechung aber nur die höchste und zweithöchste Organisationsebene einer Partei (in der Regel der Bundesverband und die Landesverbände) als Eigentümer eines Grundstücks ins Grundbuch eingetragen werden können, kann die Treuhänderkonstruktion für das Halten von Immobiliareigentum auch weiterhin sinnvoll bleiben.

### Gründung
Zur Gründung einer Partei in Deutschland bedarf es zunächst einer politischen Vereinigung. Das Parteiengesetz schreibt zwar keine Mindestanzahl an Mitgliedern vor - allerdings schon, dass eine Partei, auch nach der Zahl ihrer Mitglieder, die Ernsthaftigkeit der Mitwirkung an der politischen Willensbildung gewährleisten muss. Eine Anzahl von 55 Personen wurde von einem Gericht als zu gering bewertet. Hingegen wurde die Partei „Nein!-Idee“ mit 61 Mitgliedern für die Bundestagswahl 2013 vom Bundeswahlausschuss als Partei anerkannt. Die Partei muss innerhalb von sechs Jahren an mindestens einer Bundestags- oder Landtagswahl teilnehmen, um weiterhin als Partei anerkannt zu werden. Nur natürliche Personen können Mitglied einer Partei sein.
Die Zulassung von Parteien zu Wahlen wird über Wahlgesetze geregelt – z. B. bei Bundestagswahlen über das Bundeswahlgesetz.
Für Parteigründungen hat sich der Ablauf etabliert, zunächst einen Verein zu gründen, da das Sammeln von Mitgliedern und Geld anders als bei einer Partei auch ohne eine umfangreiche Organisationsstruktur möglich ist und eine Parteigründung juristische Hürden mit sich bringt. Ein Verein bietet den Politikern außerdem die Möglichkeit, vorerst in ihrer bisherigen Partei aktiv zu bleiben und gleichzeitig eine Parteigründung vorzubereiten.

### Mitgliedschaft
Wer Mitglied einer Partei werden möchte, stellt einen Aufnahmeantrag beim betreffenden Landesverband. Über die Aufnahme des Mitgliedes entscheidet der Vorstand des Kreis- oder Unterverbandes, in dem der Antragsteller wohnt, per Abstimmung. Es kann dafür eine Anhörung anberaumt werden. Je nach parteiinterner Regelung kann auch eine Eintrittserklärung ohne Genehmigung eines Parteigremiums zum Erreichen der Mitgliedschaft ausreichen. Allerdings besteht in den betreffenden Parteien meist explizit die Möglichkeit eines Parteiausschlusses unter bestimmten Bedingungen. Parteimitglieder können sich in unterschiedlich gestufte Parteigremien wählen lassen (Stadt-/Unterverbandsvorstand, Kreis-, Bezirksvorstand, Landes- und Bundesvorstand, Landes- und Bundesfachausschüsse). Wer für eine Partei in ein Parlament gewählt werden möchte, muss sich von seinem Verband als Kandidat ernennen lassen. Während Direktkandidaten von Wahlkreiskonferenzen (Versammlung aller Mitglieder, die im Wahlkreis wahlberechtigt sind) gewählt werden, werden Listenplätze durch Wahlgänge auf einem dafür anzuberaumenden Landesparteitag (Landesdelegiertenversammlung) besetzt.

### Parteiverbot
Ein Verbot einer Partei kann nur im Weg eines Verfahrens vor dem Bundesverfassungsgericht erwirkt werden (Parteienprivileg). Dafür müssen die Tatbestandsmerkmale des Art. 21 Abs. 2 des Grundgesetzes erfüllt sein. Weitere Kriterien ergeben sich aus der ständigen Rechtsprechung der Gerichte. Wenn eine Partei verboten wird, steht als Rechtsbehelf die Anrufung des Europäischen Gerichtshofs für Menschenrechte zur Verfügung.

## Österreich
In Österreich ist politische Partei nach § 1 des Parteiengesetzes 2012 „eine dauernd organisierte Verbindung, die durch gemeinsame Tätigkeit auf eine umfassende Beeinflussung der staatlichen Willensbildung, insbesondere durch die Teilnahme an Wahlen zu allgemeinen Vertretungskörpern und dem Europäischen Parlament, abzielt“. Politische Parteien erlangen Rechtspersönlichkeit durch Hinterlegung ihrer Satzung beim Bundesministerium für Inneres. Da dem Bundesministerium für Inneres im Zusammenhang mit dem Gründungsvorgang keine Kontroll- oder Entscheidungsbefugnisse zukommen, kann die Existenz einer politischen Partei nur in einem anderen Verfahren als Vorfrage beurteilt werden.
Das Recht zur Teilnahme an Wahlen ist von der Gründung einer politischen Partei völlig unabhängig; im österreichischen Verfassungsrecht wird strikt zwischen den politischen Parteien einerseits und den nur zum Zweck der Kandidatur an einer einzigen Wahl gebildeten „wahlwerbenden Parteien“ (auch „Wahlparteien“ genannt) andererseits unterschieden. Rechtsgrundlagen für die wahlwerbenden Parteien sind die jeweiligen Wahlordnungen.
Das Parteiengesetz 2012 trifft nähere Vorschriften über die Prüfung der Rechnungslegung und die Offenlegungsverpflichtungen; diese gelten neben den politischen Parteien teilweise auch für die wahlwerbenden Parteien. Eine Abmeldung einer Partei ist erst seit dem Inkrafttreten des Parteiengesetzes 2012 vorgesehen; daher gibt es in Österreich auch über 710 sogenannter „Parteileichen“.

## Schweiz
In der Schweiz sind Parteien als Vereine im Sinne des Art. 60 Zivilgesetzbuch (ZGB) organisiert. Sie sind frei, unreglementiert, haben ihre eigenen Statuten und können auch Einschränkungen wie Altersgrenzen, wegen Herkunft oder Stimmberechtigtkeit usw. bestimmen.[Ref. (Einschränkungen) ergänzen] Auch juristische Personen können einer Partei beitreten, sofern die Partei dies nicht einschränkt. Sie haben keine der anderswo üblichen Privilegien und werden auch nicht staatlich, aus den Steuern, finanziert.

## Polen
In Polen kann es zur Gründung einer Partei kommen, wenn mindestens ein Promille der polnischen Staatsbürger einen Gründungsantrag unter Angabe der Personenregisternummer unterzeichnen und dieser durch das Bezirksgericht Warschau als rechtsgültig anerkannt wird. Mitglieder einer Partei müssen mindestens 18 Jahre alt sein. Dem Antrag muss der Namenskürzel sowie das Logo der zu gründenden Partei hinzugefügt werden. Eine Teilnahme an Wahlen ist für polnische Parteien nicht zwingend vorgeschrieben, jedoch die „Teilnahme an der Öffentlichkeit mittels demokratischer Aktivitäten zwecks Prägung der staatlichen Politik oder Ausübung der Staatsgewalt.“

## Kritik
Kritik am Parteienstaat hat eine lange Tradition. In Deutschland wird sie auf den Obrigkeitsstaat zurückgeführt, der angeblich überparteilich die Geschicke des Volkes verwaltet, während Parteien nichts weiter als Sonderinteressen vertreten. Begünstigt wurde diese Anschauung dadurch, dass die deutsche Revolution von 1848 gescheitert war und keine Partei von sich aus an die parlamentarische Macht gelangt war. Der Praxistest durch Regierungsverantwortung blieb demzufolge aus, und die Parteien konnten sich den Luxus weltanschaulicher Aufspalterei erlauben. Darauf folgten die politisch turbulenten Jahre nach dem Ersten Weltkrieg, die zu einer überhitzten Politisierung vormals unpolitischer Schichten führten, wobei sich eine mangelnde Integrationskraft des politischen Systems herausstellte.
Seit einigen Jahrzehnten ist auch in der Gegenwart der Bundesrepublik das Ansehen der Parteien rückläufig, da einerseits der Wohlstand das politische Interesse abnehmen lässt, andererseits regierenden Parteien häufiger Bürgerferne vorgeworfen wird, sei es wegen Kritik an bestimmten einzelnen Entscheidungen, sei es aus wirtschaftlichen Interessen oder weltanschaulichen Motiven. (siehe auch Politikverdrossenheit).
Der russische Literatur-Nobelpreisträger Alexander Issajewitsch Solschenizyn ist einer der bekanntesten Kritiker des Parteien-Parlamentarismus. In einem Spiegel-Interview sagte er:

„Ich bin ein überzeugter und konsequenter Kritiker des Parteien-Parlamentarismus und Anhänger eines Systems, bei dem wahre Volksvertreter unabhängig von ihrer Parteizugehörigkeit gewählt werden. Die nämlich wissen dann um ihre persönliche Verantwortung in den Regionen und Kreisen, und sie können auch abberufen werden, wenn sie schlecht gearbeitet haben. Ich sehe und respektiere Wirtschaftsverbände, Vereinigungen von Kooperativen, territoriale Bündnisse, Bildungs- und Berufsorganisationen, doch ich verstehe nicht die Natur von politischen Parteien. Eine Bindung, die auf politischen Überzeugungen beruht, muss nicht notwendigerweise stabil sein, und häufig ist sie auch nicht ohne Eigennutz.“

### Allgemein
- Hofpartei
- Innerparteiliche Demokratie
- Legitimation (Politikwissenschaft)
- Medianwählermodell
- Parteiendemokratie
- Parteinahe Stiftung
- Politikmarketing
- Politische Farbe
- Politisches Spektrum
- Parteivorsitzender
- Parteivorstand

### Nationale Parteiensysteme
- Politische Parteien in Aserbaidschan
- Politische Parteien in Benin
- Politische Parteien in Italien und Politische Parteien in Südtirol
- Politische Parteien in Irland
- Politische Parteien in Japan
- Politische Parteien in den Niederlanden
- Politische Parteien in Spanien
- Politische Parteien in Südkorea
- Politische Parteien in Thailand
- Politische Parteien in der Volksrepublik China
- Europäische politische Partei

### Listen
- Liste politischer Parteien nach Namen
- Liste der politischen Parteien nach Staat mit Verweisen auf viele nationale Listen
- Liste christdemokratischer Parteien
- Liste konservativer Parteien
- Liste sozialdemokratischer Parteien
- Liste sozialistischer und kommunistischer Parteien
- Liste rechtsextremer Parteien und Organisationen
- Liste anarchistischer Parteien
- Liste der Piratenparteien
- Liste grüner Parteien
- Liste feministischer Parteien
- Liste von Tierschutzparteien